# Drăgoteşti
Drăgoteşti es una comuna ubicada en el distrito de Dolj, Rumania.

## Superficie
Posee una superficie de 60,13 kilómetros cuadrados.

## Demografía
Hasta 2021 la población era de 1899 habitantes, con una densidad de población de 31,58 habitantes por kilómetro cuadrado.